# Шведска на Светском првенству у атлетици на отвореном 2023.
Шведска је на 19. Светском првенству у атлетици на отвореном 2023. одржаном у Будимпешти од 19. до 27. августа учествовала деветнаести пут, односно учествовала је на свим првенствима до данас. Репрезентацију Шведске представљало 32 такмичара (18 мушкараца и 14 жена) који су се такмичили у 25 дисциплина (14 мушких и 11 женских).,
На овом првенству Шведска је по броју освојених медаља заузела 10. место са 3 освојене медаље (2 златне и 1 сребрна).. У табели успешности према броју и пласману такмичара који су учествовали у финалним такмичењима (првих 8 такмичара) Шведска је са 5 учесника у финалу делила 17. место са 27 бодова.
| Плас. | Земља   | 1. место | 2. место | 3. место | 4. место | 5. место | 6. место | 7. место | 8. место | Бр. финал. | Бод. |
| ----- | ------- | -------- | -------- | -------- | -------- | -------- | -------- | -------- | -------- | ---------- | ---- |
| =17.  | Шведска | 2        | 0        | 1        | 0        | 0        | 1        | 0        | 1        | 5          | 32   |

## Учесници
| Мушкарци: - Хенрик Ларсон — 100 м - Карл Бергстром — 400 м - Андреас Крамер — 800 м - Емил Данијелсон — 1.500 м, 5.000 м - Андреас Алмгрен — 5.000 м - Макс Хреља — 110 м препоне - Џоел Бенгтсон — 110 м препоне - Симон Сундстрем — 3.000 метара препреке - Видар Јохансон — 3.000 метара препреке - Емил Блондберг — 3.000 метара препреке - Персеус Карлстром — Ходање 20 км, Ходање 35 км - Арманд Дуплантис — Скок мотком - Тобиас Монтлер — Скок удаљ - Данијел Стол — Бацање диска - Симон Петерсон — Бацање диска - Рагнар Карлсон — Бацање кладива - Jakob Samuelsson — Бацање кладива - Маркус Нилсон — Десетобој | Жене: - Јулија Хенриксон — 100 м - Хана Хермансон — 1.500 м - Сара Лахти — 5.000 м, 10.000 м - Моа Гарнет — 400 м препоне - Михаела Мејер — Скок мотком - Маја Аскаг — Скок удаљ, Троскок - Кади Сагнија — Скок удаљ - Тилда Јохансон — Скок удаљ - Акселина Јохансон — Бацање кугле - Фани Рос — Бацање кугле - Сара Ленман — Бацање кугле - Ванеса Камга — Бацање диска - Кејса Мари Линдфорс — Бацање диска - Грете Ахлберг — Бацање кладива |  |

## Освајачи медаља (3)

### Злато (2)
- Арманд Дуплантис — Скок мотком
- Данијел Стол — Бацање диска

### Сребро (1)
- Персеус Карлстром — Ходање 20 километара

## Резултати

### Мушкарци
| Атлетичар         | Дисциплина       | Лични рекорд | Квалификације      | Квалификације   | Полуфинале            | Полуфинале           | Финале                | Финале               | Детаљи |
| Атлетичар         | Дисциплина       | Лични рекорд | Резултат           | Место           | Резултат              | Место                | Резултат              | Место                | Детаљи |
| ----------------- | ---------------- | ------------ | ------------------ | --------------- | --------------------- | -------------------- | --------------------- | -------------------- | ------ |
| Хенрик Ларсон     | 100 м            | 10,13        | 10,16(.156) КВ     | 3. у гр. 5      | 10,20(.198)           | 6. у гр. 3           | Није се квалификовао  | 21 / 71 (75)         |        |
| Карл Бергстром    | 400 м            | 45,33        | Дисквалификован    | Дисквалификован | Није се квалификовао  | Није се квалификовао | Није се квалификовао  | Није се квалификовао |        |
| Андреас Крамер    | 800 м            | 1:44,47 НР   | 1:45,42 КВ         | 2. у гр. 6      | 1:44,57               | 6. у гр. 3           | Нису се квалификовали | 15 / 60 (61)         |        |
| Емил Данијелсон   | 1.500 м          | 3:35,23      | 3:57,70 кв         | 15. у гр. 1     | 3:34,16 ЛР            | 12. у гр. 1          | Нису се квалификовали | 15 / 58              |        |
| Андреас Алмгрен   | 5.000 м          | 13:01,70     | 13:36,57           | 9. у гр. 1      |                       |                      | Нису се квалификовали | 20 / 43 (44)         |        |
| Емил Данијелсон   | 5.000 м          | 13:13,43     | 13:54,35           | 18. у гр. 2     | 36 / 43 (44)          |                      | Нису се квалификовали |                      |        |
| Макс Хреља        | 110 м препоне    | 13,43        | 13,42(.411) КВ, ЛР | 4. у гр. 5      | 13,60                 | 6. у гр. 1           | Није се квалификовао  | 20 / 43 (45)         |        |
| Џоел Бенгтсон     | 110 м препоне    | 13,54        | 13,68(.677)        | 6. у гр. 1      | Није се квалификовао  | Није се квалификовао | Није се квалификовао  | 30 / 43 (45)         |        |
| Симон Сундстрем   | 3.000 м препреке | 8:21,50      | 8:20,10 КВ, ЛР     | 5. у гр. 3      |                       |                      | 8:27,68               | 15 / 37              |        |
| Видар Јохансон    | 3.000 м препреке | 8:18,31      | 8:27,21            | 9. у гр. 1      | Нису се квалификовали | 24 / 37              |                       |                      |        |
| Емил Блондберг    | 3.000 м препреке | 8:20,01      | 8:42,33            | 12. у гр. 2     | Нису се квалификовали | 36 / 37              |                       |                      |        |
| Персевс Карлстром | 20 км ходање     | 1:18:07 НР   |                    |                 |                       |                      | 1:17:39 НР, ЛР        |                      |        |
| Персевс Карлстром | 35 км ходање     | 2:23:44 НР   | 2:27:03 ЛРС        | 8 / 33 (49)     |                       |                      |                       |                      |        |
| Арманд Дуплантис  | Скок мотком      | 6,22 СР      | 5,75 кв            | 1. у гр. А      |                       |                      | 6,10                  |                      |        |
| Тобиас Монтлер    | Скок удаљ        | 8,38         | 8,03 кв            | 6. у гр. А      | 8,00                  | 6 / 37 (39)          |                       |                      |        |
| Данијел Стол      | Бацање диска     | 71,86 НР     | 66,25 кв           | 1. у гр. А      | 67,10                 |                      |                       |                      |        |
| Симон Петерсон    | Бацање диска     | 70,42        | 62,53              | 11. у гр. Б     | Нису се квалификовали | 21 / 35              |                       |                      |        |
| Рагнар Карлсон    | Бацање кладива   | 77,00        | 72,02              | 14. у гр. Б     | Нису се квалификовали | 24 / 33 (35)         |                       |                      |        |
| Јакоб Самуелсон   | Бацање копља     | 80,26        | 75,50              | 15. у гр. Б     | Нису се квалификовали | 26 / 34 (37)         |                       |                      |        |

#### Десетобој
| Дисциплина    | Маркус Нилсон | Маркус Нилсон | Маркус Нилсон | Маркус Нилсон | Маркус Нилсон | Маркус Нилсон |
| Дисциплина    | Лич. рек.     | Резултат      | Бод.          | Плас.         | Укупно        | Плас.         |
| ------------- | ------------- | ------------- | ------------- | ------------- | ------------- | ------------- |
| 100 м         | 11,20         | 11,43         | 767           | 24.           | 767           | 24.           |
| Скок удаљ     | 7,30          | 7,00 ЛРС      | 814           | 22.           | 1.581         | 24.           |
| Бацање кугле  | 16,05         | 14,49         | 758           | 14.           | 2.339         | 22.           |
| Скок увис     | 2,02          | 1,93          | 740           | 19.           | 3.079         | 21.           |
| 400 м         | 49,54         | 51,36 ЛРС     | 753           | 18.           | 3.832         | 18.           |
| 110 м препоне | 14,53         | 15,06         | 842           | 18.           | 4.674         | 18.           |
| Бацање диска  | 48,43         | 45,04         | 768           | 9.            | 5.442         | 18.           |
| Скок мотком   | 5,22          | БП            | 0             |               | 5.442         | 18.           |
| Бацање копља  | 66,69         | НС            | 0             |               | 5.442         | 17.           |
| 1.500 м       | 4:18,01       |               |               |               |               |               |
| Десетобој     | 8.327         |               |               |               | НЗ            |               |

### Жене
| Атлетичарка         | Дисциплина     | Лични рекорд | Квалификације   | Квалификације   | Полуфинале            | Полуфинале            | Финале                | Финале                | Детаљи |
| Атлетичарка         | Дисциплина     | Лични рекорд | Резултат        | Место           | Резултат              | Место                 | Резултат              | Место                 | Детаљи |
| ------------------- | -------------- | ------------ | --------------- | --------------- | --------------------- | --------------------- | --------------------- | --------------------- | ------ |
| Јулија Хенриксон    | 200 м          | 23,15        | 23,55           | 6. у гр. 4      | Нису се квалификовале | Нису се квалификовале | Нису се квалификовале | 40 / 44 (45)          |        |
| Хана Хермансон      | 1.500 м        | 4:05,76      | 4:06,42 ЛРС     | 10. у гр. 2     | Нису се квалификовале | Нису се квалификовале | Нису се квалификовале | 35 / 55 (56)          |        |
| Сара Лахти          | 5.000 м        | 15:04,87     | Није стартовала | Није стартовала |                       |                       | Није се квалификовала | Није се квалификовала |        |
| Сара Лахти          | 10.000 м       | 31:11,12     |                 |                 |                       |                       | 33:09,22 ЛРС          | 18 / 21 (22)          |        |
| Моа Гарнет          | 400 м препоне  | 56,43        | 56,61           | 7. у гр. 3      | Није се квалификовала | Није се квалификовала | Није се квалификовала | 34 / 41               |        |
| Михаела Мејер       | Скок мотком    | 4,83         | 4,50            | 10. у гр. А     |                       |                       | Нису се квалификовале | 17 / 32 (37)          |        |
| Маја Аскаг          | Скок удаљ      | 6,75         | 6,47            | 8. у гр. А      | 20 / 34 (36)          |                       | Нису се квалификовале |                       |        |
| Кади Сагнија        | Скок удаљ      | 6,95         | 6,35            | 17. у гр. Б     | 28 / 34 (36)          |                       | Нису се квалификовале |                       |        |
| Тилда Јохансон      | Скок удаљ      | 6,73         | 5,99            | 16. у гр. А     | 34 / 34 (36)          |                       | Нису се квалификовале |                       |        |
| Маја Аскаг          | Троскок        | 14,05        | 13,98           | 7. у гр. Б      | 16 / 34 (36)          |                       | Нису се квалификовале |                       |        |
| Акселина Јохансон   | Бацање кугле   | 19,54 НР     | 18,57           | 7. у гр А       | 13 / 34 (35)          |                       | Нису се квалификовале |                       |        |
| Фани Рос            | Бацање кугле   | 19,42        | 18,41           | 7. у гр Б       | 14 / 34 (35)          |                       | Нису се квалификовале |                       |        |
| Сара Ленман         | Бацање кугле   | 18,09        | 18,05           | 10. у гр Б      | 18 / 34 (35)          |                       | Нису се квалификовале |                       |        |
| Ванеса Камга        | Бацање диска   | 60,33        | 60,02 ЛРС       | 8. у гр. А      | 13 / 37               |                       | Нису се квалификовале |                       |        |
| Кејса Мари Линдфорс | Бацање диска   | 60,90        | 54,54           | 16. у гр. Б     | 32 / 37               |                       | Нису се квалификовале |                       |        |
| Грете Ахлберг       | Бацање кладива | 70,87        | 69,05           | 12. у гр. Б     | 22 / 30               |                       | Нису се квалификовале |                       |        |